# 湯本誠
湯本 誠（ゆもと まこと）は、日本の社会学者。研究分野は労働社会学、トヨタ労働者のキャリア。1979年に立命館大学産業社会学部を卒業後、1984年に立命館大学大学院社会学研究科を修了し修士号を取得。1996年から2001年にかけて札幌学院大学人文学部の助教授を勤め、同年からは教授の地位にある。日本社会学会・関西社会学会・社会政策学会・日本労働社会学会・北海道社会学会に所属。

## 共著
- 『巨大企業体制と労働者 トヨタの事例』御茶の水書房、1985年。ISBN 978-4-275-00616-5
- 『企業社会と人間 トヨタの労働、生活、地域』法律文化社、1994年。ISBN 978-4-589-01783-3
- 『日系ブラジル人の定住化と地域社会 群馬県太田・大泉地区を事例として』御茶の水書房、2001年。ISBN 978-4-275-01874-8
- 『生活の公共性化と地域社会再生』アーバンプロ出版センター、2003年。ISBN 978-4-89981-127-5
- 『地域産業の構造的矛盾と再生 北海道・東北・沖縄と英国の事例研究』アーバンプロ出版センター、2007年。ISBN 978-4-89981-164-0
- 『キャリアの社会学 職業能力と職業経歴からのアプローチ』ミネルヴァ書房、2007年。ISBN 978-4-623-04821-2